# Olympia Brass Band

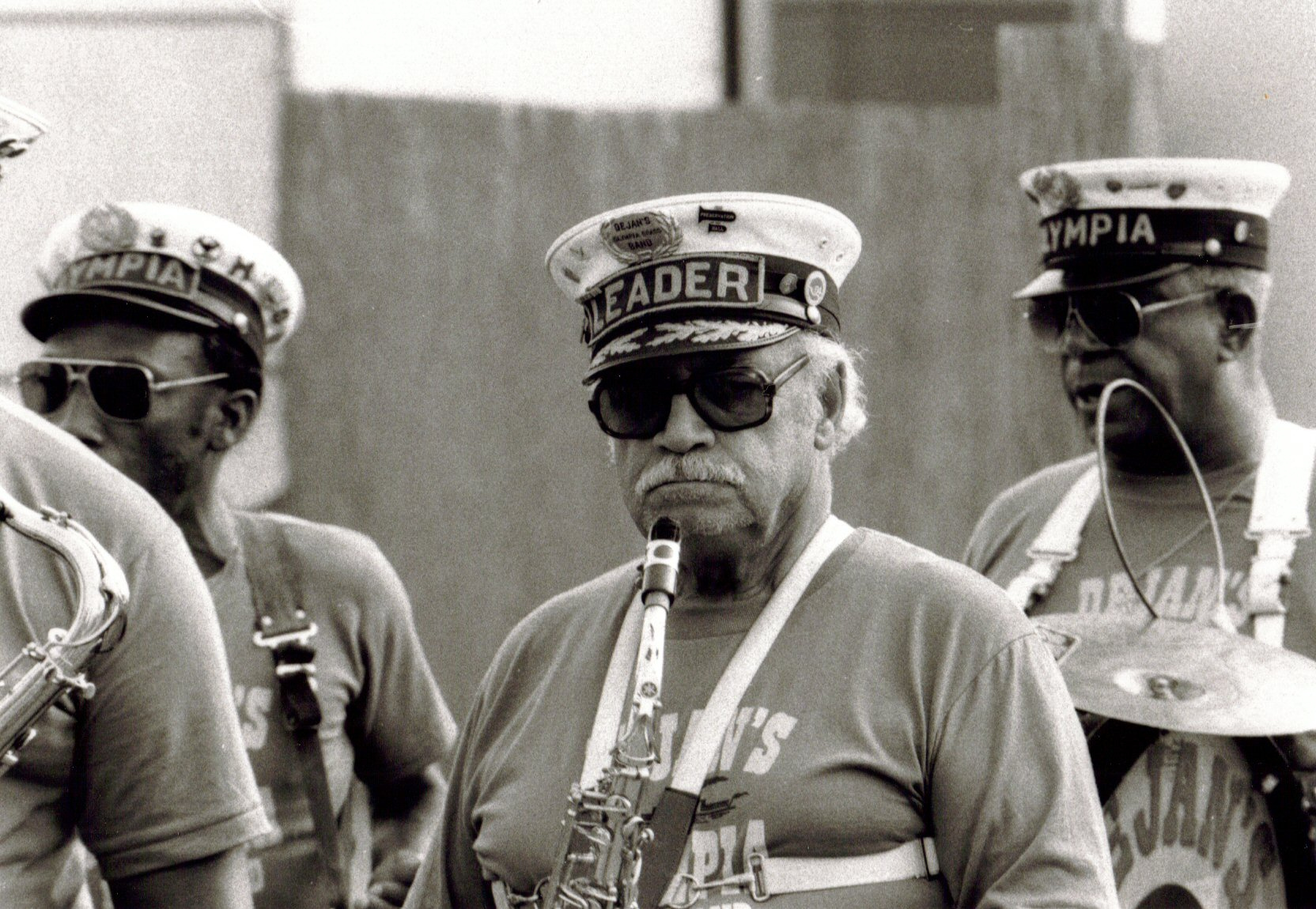
Die Olympia Brass Band in Hollabrunn (1986), im Zentrum Harold Dejan

Die Olympia Brass Band ist eine Brass Band in New Orleans, die 1958 von Harold Dejan gegründet wurde, der vorher in der Eureka Brass Band spielte.
Es gab zuvor schon ein Olympia Orchestra bzw. eine Olympia Brass Band, die mit Unterbrechungen von etwa 1900 bis 1915 bestand. Leiter war ab etwa 1906 Freddie Keppard, der wahrscheinlich bis zu seinem Wegzug nach Kalifornien Ende 1912 dabei war. Außerdem spielten dort King Oliver (als zweites Kornett neben Keppard), Alphonse Picou, und zeitweise Sidney Bechet, Louis Armstrong, Lorenzo Tio, Bunk Johnson, Louis Nelson Delisle. Ab 1913 wurde es von Armand J. Piron übernommen.
Die 1958 gegründete Olympia Band war Teil der Renaissance der Brass Bands in New Orleans. Üblicherweise besteht sie aus drei Trompeten, zwei Posaunen, zwei Saxophonen, Klarinette, Tuba oder Sousaphon, Snare Drum und Basstrommel. 1966 spielten sie auf der Beerdigung von Kid Howard. 1968 waren sie in Berlin und traten in einer Parade in Dahlem auf, sie spielten in London 1972 im Radio für den 25. Hochzeitstag der Queen und in New Orleans beim Besuch des Papstes Johannes Paul II. 1973 traten sie im James-Bond-Film Leben und sterben lassen bei einem Begräbnismarsch auf. Neben Paraden spielten sie auch lange einmal die Woche in der Preservation Hall. Von ihnen gibt es viele Aufnahmen.
Zur Formation gehörten unter anderem Kid Sheik Cola, die Trompeter Andy Anderson und Milton Batiste (der die Band übernahm), der Tenorsaxophonist Emanuel Paul. Alan Jaffe am Sousaphon und Kerry „Fatman“ Hunter an der Snaredrum.